# 努尔巴甘德·努尔巴甘多夫
努尔巴甘德·穆罕默多维奇·努尔巴甘多夫（羅馬化：Nurbagand Magomedovich Nurbagandov；1957年3月19日—）是俄罗斯政治人物，第八届国家杜马代表。
1990年至2008年，努尔巴甘多夫担任达吉斯坦谢尔戈卡拉区国家税务监察长、个人税务司司长、国家税务监察局局长。2008年至2015年，担任俄罗斯农业银行分行行长。2021年9月起担任第八届国家杜马代表。
他是俄罗斯联邦英雄穆罕默德·努尔巴甘多夫的父亲，穆罕默德于2016年被伊斯兰国武装分子杀害。

## 制裁
努尔巴甘多夫于2022年因俄乌战争而受到英国政府和美国财政部制裁。